# Gyrodoma hispida
Gyrodoma hispida là một loài thực vật có hoa trong họ Cúc. Loài này được (Vatke) Wild mô tả khoa học đầu tiên năm 1974.